# 馬洛扎利斯西亞
48°46′2″N 26°34′5″E / 48.76722°N 26.56806°E
馬洛扎利斯西亞（烏克蘭語：Малозалісся），是烏克蘭的村落，位於該國西部赫梅利尼茨基州，由卡緬涅茨-波多利斯基區負責管轄，面積3.52平方公里，2001年人口135，人口密度每平方公里38.4人。